# 11494 Хібікі
11494 Хібікі (11494 Hibiki) — астероїд головного поясу, відкритий 2 листопада 1988 року.
Тіссеранів параметр щодо Юпітера — 3,469.